# Forn de Teules i Eres de Trillar
El Forn de Teules i Eres de Trillar és una obra de Caseres (Terra Alta) inclosa a l'Inventari del Patrimoni Arquitectònic de Catalunya.

## Descripció
A la part més elevada del poble, on bufa més sovint l'aire, hi ha una dotzena d'eres de trillar blat. Construïdes mitjançant bancals de pedra seca tallada irregularment. Sota les eres i encastat a un dels bancals hi ha un forn on encara s'aprecia la volta de carreus i el fumeral de totxo ceràmic.